# Torre della televisione di Kiev
La torre della televisione di Kiev (in ucraino Київська телевежа?, Kyïvs'ka televeža) è una struttura a traliccio completamente in metallo, alta 385 m, che ospita le antenne per le trasmissioni televisive e radiofoniche di Kiev.
Rappresenta l'edificio di maggiore altezza nell'intera Ucraina e il più alto nel mondo a traliccio. La torre della radiotelevisione si trova nel centro di Kiev vicino a piazza Santa Sofia.

## Storia

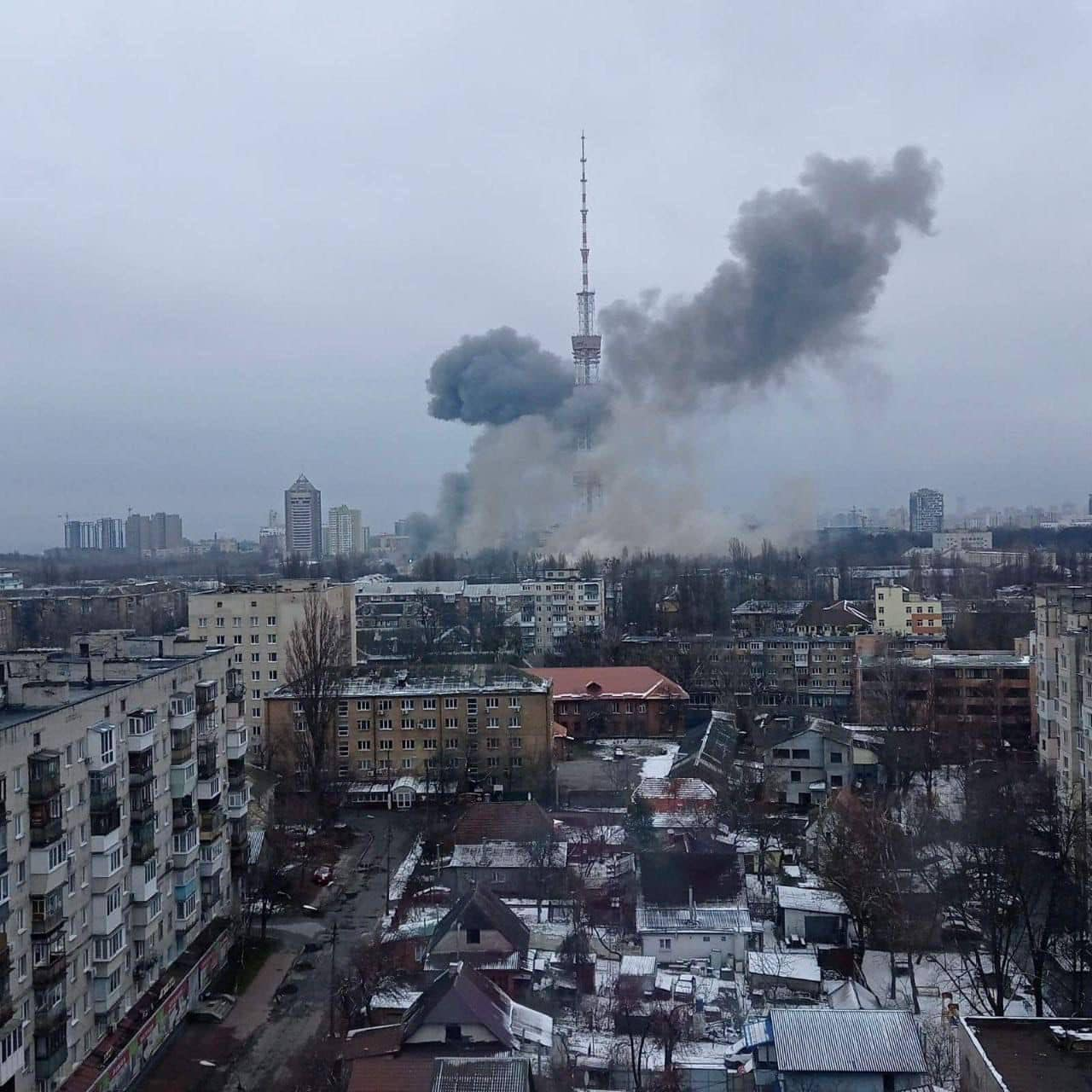
Torre della televisione colpita durante le operazioni di guerra del 2022

La costruzione della torre fu iniziata nel 1968 e terminata nel 1973. 
Tutta la costruzione, anche se in quel momento storico l'Ucraina era una repubblica socialista che apparteneva all'Unione Sovietica, venne progettata e costruita da ingegneri ucraini e da saldatori dell'istituto di saldatura di Kiev. Anche tutto il materiale impiegato è stato prodotto in Ucraina.
Il 1º marzo 2022, durante le operazioni militari che hanno coinvolto la città la torre è stata parzialmente colpita da un missile e ne è rimasta danneggiata. Durante l'attacco sono morte almeno cinque persone.

## Descrizione
Il diametro alla base è di 90 metri e raggiunge con l'antenna l'altezza di 380 metri. La torre metallica è autoportante e completamente saldata.
Alla base si trova l'edificio originale con i trasmettitori.

### Antenna e dati tecnici
L'antenna è bianca e rossa come tutta la struttura. Alla base si trova l'edificio originale con i trasmettitori TV VHF, FM a banda bassa, TV in banda UHF e in banda FM standard.
Ci sono 11 trasmettitori TV, 16 trasmettitori FM, 7 vecchi trasmettitori FM a banda OIRT e 9 trasmettitori a banda FM standard.

## Cimitero ebraico di Kiev

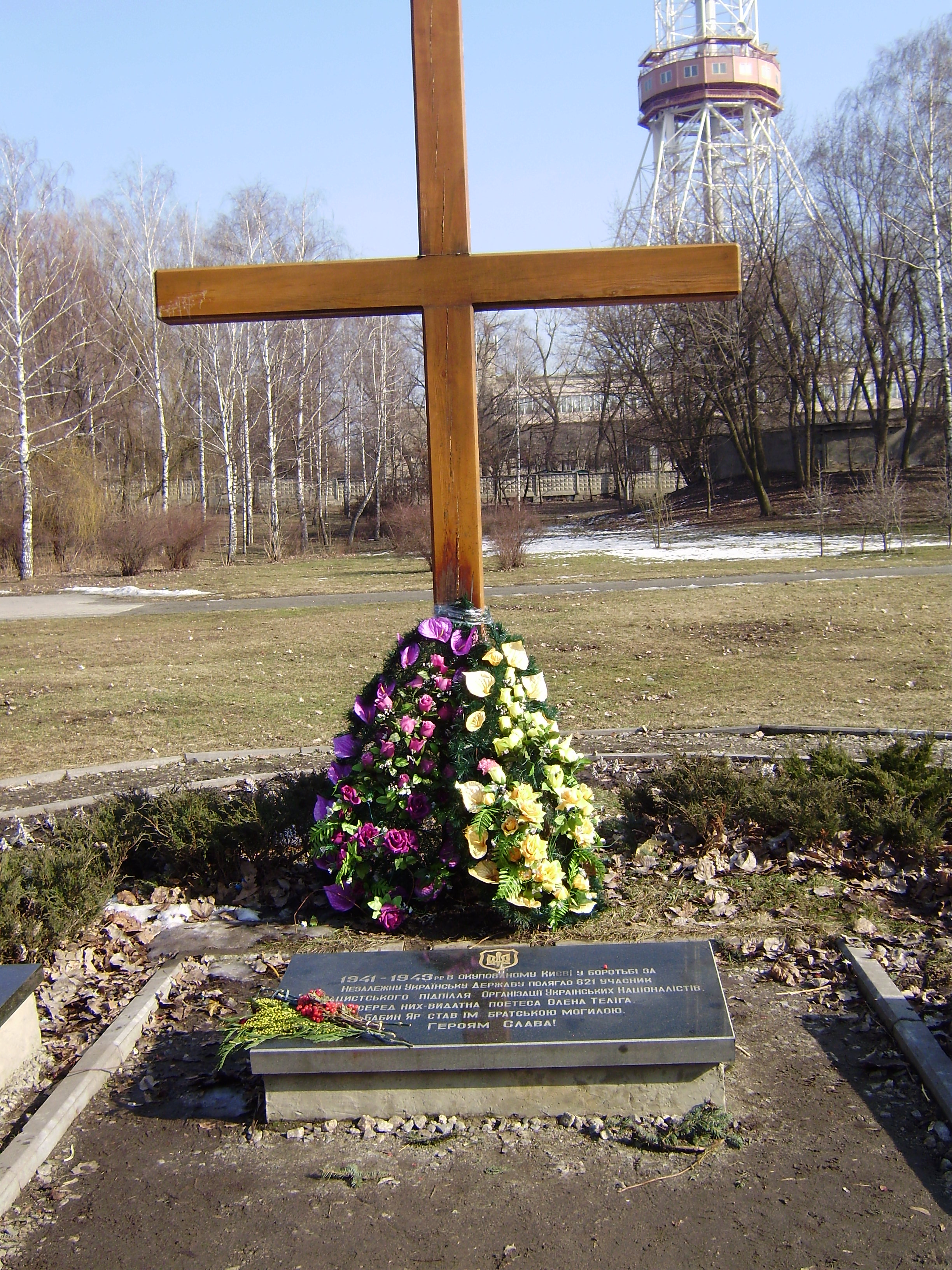
Babij Jar: la croce di legno eretta in memoria di Olena Teliha e degli altri patrioti ucraini uccisi nel 1942

Sul sito dove è stata costruita la torre esisteva dalla fine del XIX secolo il cimitero ebraico di Lukianovka. La distruzione di questo luogo di sepoltura della comunità ebraica iniziò con l'occupazione tedesca durante la seconda guerra mondiale poi continuò e venne ultimata negli anni sessanta.
Molte tombe furono trasferite nel nuovo cimitero e questo fu ufficialmente chiuso tra il 1961 e il 1966 tuttavia molte tombe di persone uccise durante il massacro di Babij Jar non vennero rimosse ma coperte e l'antenna della telecomunicazioni vi fu costruita sopra.
A breve distanza si trova il Memoriale per l'Olocausto di Babij Jar.

## Monumento ai patrioti ucraini
Dopo quanto avvenuto nel settembre 1941 a Babi Yar dove i nazisti avevano massacrato 33 771 ebrei, accanto al sito della torre e sempre per mano nazista (in questo caso della Gestapo) nel 1942 trovarono la morte diversi patrioti e a breve distanza dalla torre venne poi costruito il piccolo monumento alla loro memoria, in particolare a quella di Olena Teliha.

## Nella cultura di massa
La torre per le telecomunicazioni e l'intera zona dove ebbe luogo il massacro di Babij Jar vengono citate nel romanzo della scrittrice tedesca di origini ucraine Katja Petrowskaja Forse Esther.